# Motyw (sztuka)
Motyw – element kompozycyjny lub zdobniczy wykorzystywany w sztukach wizualnych, używany jako centralny element dzieła lub powtarzany w celu stworzenia wzoru. Termin ten oznacza także powracający w dowolnym dziele dominujący element tematyczny; myśl lub ideę, która staje się przedmiotem artystycznej obróbki. Motywem może być temat, wątek, postać lub konkretna treść.

## Rodzaje motywów

### Motywy religijne
Motywy religijne to motywy związane z przedstawieniem postaci religijnych oraz kojarzonymi z religią przedmiotami, budowlami czy scenami.

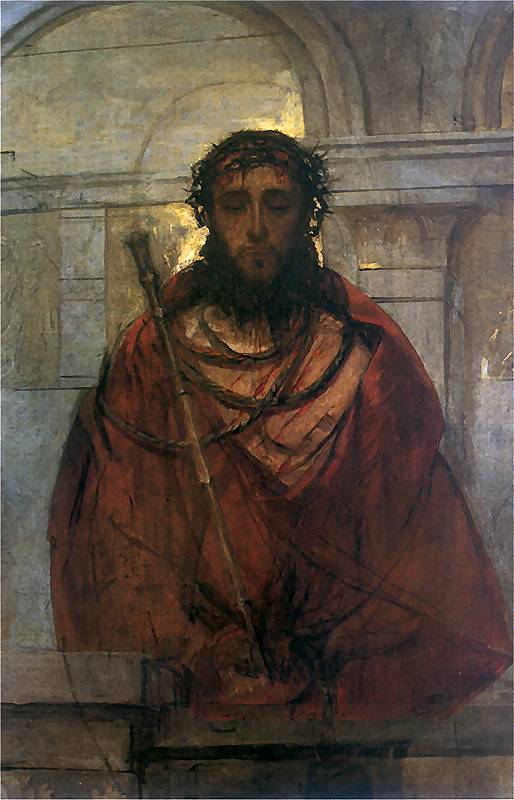
Ecce Homo Adama Chmielowskiego, 1881

#### Ecce homo
Ecce homo (łac. Oto Człowiek) to motyw w sztuce chrześcijańskiej przedstawiający ubiczowanego Chrystusa w koronie cierniowej, trzymającego berło z trzciny. Z oczu Jezusa płyną łzy. W niektórych przedstawieniach pojawiają się dodatkowo żona Piłata Prokula oraz Barabasz.

#### Ostentatio Christi
Odmiana przedstawienia ecce homo, w której Piłat uchyla płaszcz Jezusa i pokazuje jego rany.

#### Kefaloforia
Kefaloforia (głowonoszenie) to motyw ukazujący męczennika trzymającego w rękach własną ściętą głowę.

#### Vanitas
Motyw w sztuce, który ma związek z myślą przewodnią Księgi Koheleta – Vanitas vanitatum et omnia vanitas – Marność nad marnościami i wszystko marność (Koh 1,2 BT).
Często jest przedstawiany w martwych naturach malarzy północnej Europy pochodzących z Flandrii i Holandii. Marność jest przedstawiana przez wiele symboli: czaszkę, zepsute lub więdnące owoce, zegary i klepsydry oraz instrumenty muzyczne.

#### Immaculata
Immaculata (łac. niepokalana) to motyw Maryi z Nazaretu bez dziecka, w młodym wieku, w białej sukni i błękitnym płaszczu, na tle nieba, stojącej na półksiężycu oplecionym wężem, otoczonej świetlistą mandorlą i koroną z gwiazd. Wizerunek wykształcony w XVII wieku i typowy zwłaszcza dla epoki baroku i rokoko. Typ immaculaty pojawia się często w barokowej rzeźbie wolnostojącej.

##### Motyw Judyty i Holofernesa
Motyw Judyty i Holofernesa pochodzi z Księgi Judyty. Postać Judyty była przede wszystkim eksponowana w okresie renesansu i baroku. Jednym z pierwszych malarzy, który utrwalił jej podobiznę, był miniaturzysta francuski o nieznanym imieniu, dzieło powstało w 1300 roku i można je obejrzeć we Francuskiej Biblii z Hainburga (French Bible of Hainburg).

#### Crux gemmata
Crux gemmata (z łac. crux – krzyż, gemmata – zdobiony kamieniami szlachetnymi) to w sztukach plastycznych przedstawienie krzyża ozdobionego kamieniami szlachetnymi, perłami i innymi wartościowymi wyrobami jubilerskimi z minerałów i skał. Crux gemmata interpretowana jest przede wszystkim jako znak triumfalnej, zbawczej męki i śmierci Chrystusa, który stał się Najwyższym władcą; krzyże tego typu obrazują majestat władzy Bożej, a ponadto wizję Niebiańskiej Jerozolimy.

### Motywy mitologiczne
Motywy mitologiczne to motywy związane z antycznymi mitami i wierzeniami.

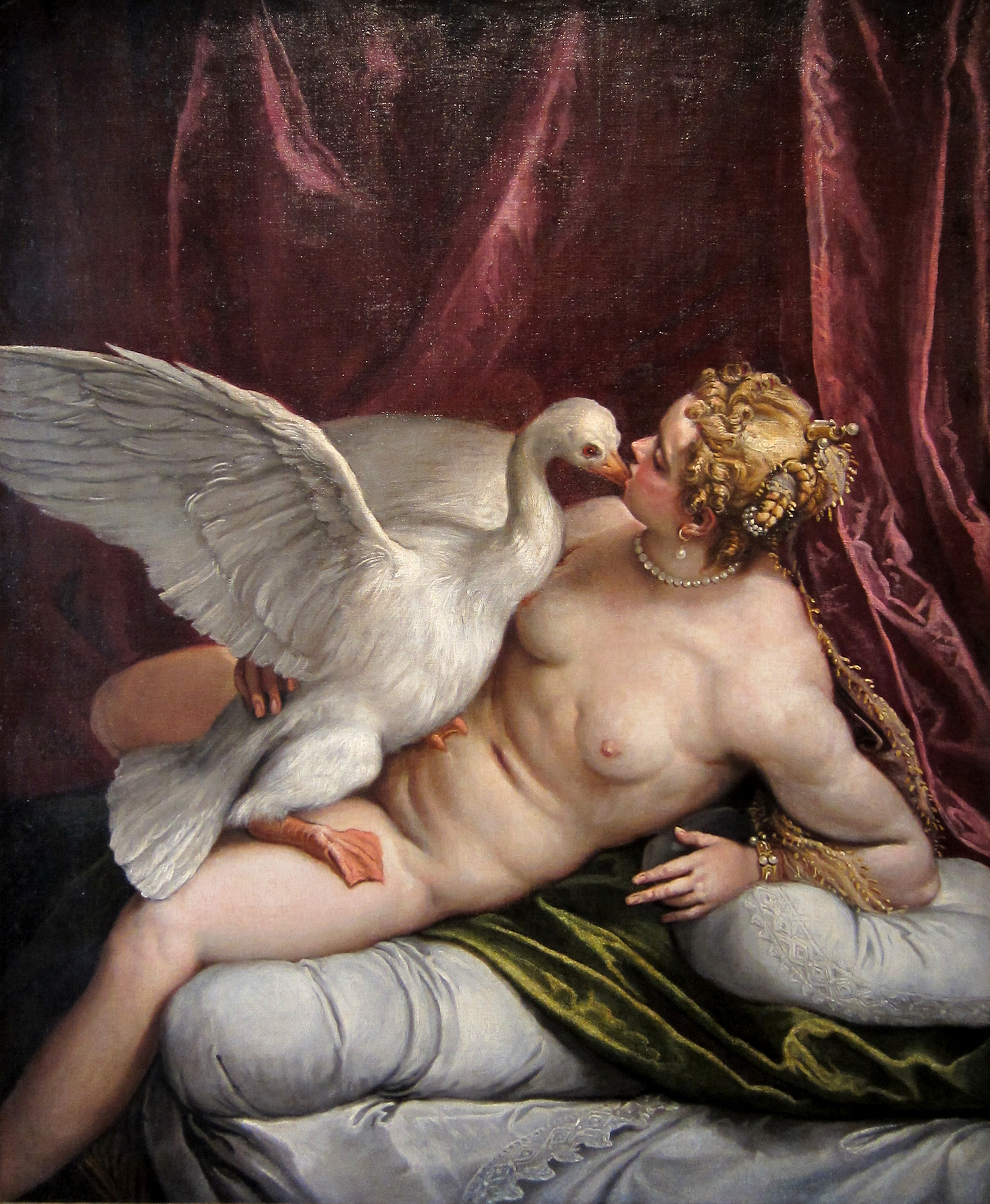
Leda z łabędziem Paola Veronesego, 1585

#### Leda z łabędziem
Leda z łabędziem to motyw ukazujący kobietę w miłosnym akcie z łabędziem. Motyw Ledy został zaadaptowany głównie przez malarzy okresu renesansu. W rzeźbie pojawiał się rzadziej. Motyw pochodzi z mitologii greckiej opisanej u Owidiusza w Metamorfozach. Według legendy w dziewczynie zakochał się Zeus, który by ją posiąść zamienił się w łabędzia i uwiódł ją.